# Vladislav Yasyukevich
Vladislav Yasyukevich (tiếng Belarus: Уладзіслаў Ясюкевіч; tiếng Nga: Владислав Ясюкевич; sinh 30 tháng 5 năm 1994) là một cầu thủ bóng đá Belarus. Tính đến năm 2017, anh thi đấu cho Isloch Minsk Raion.